# Đức Mẹ Zahražany
Đức Mẹ Zahražany là một tác phẩm điêu khắc về Đức Mẹ và Chúa Hài đồng, có nguồn gốc từ trước năm 1380. Hiện tác phẩm này đang được trưng bày tại Phòng trưng bày Quốc gia Praha.

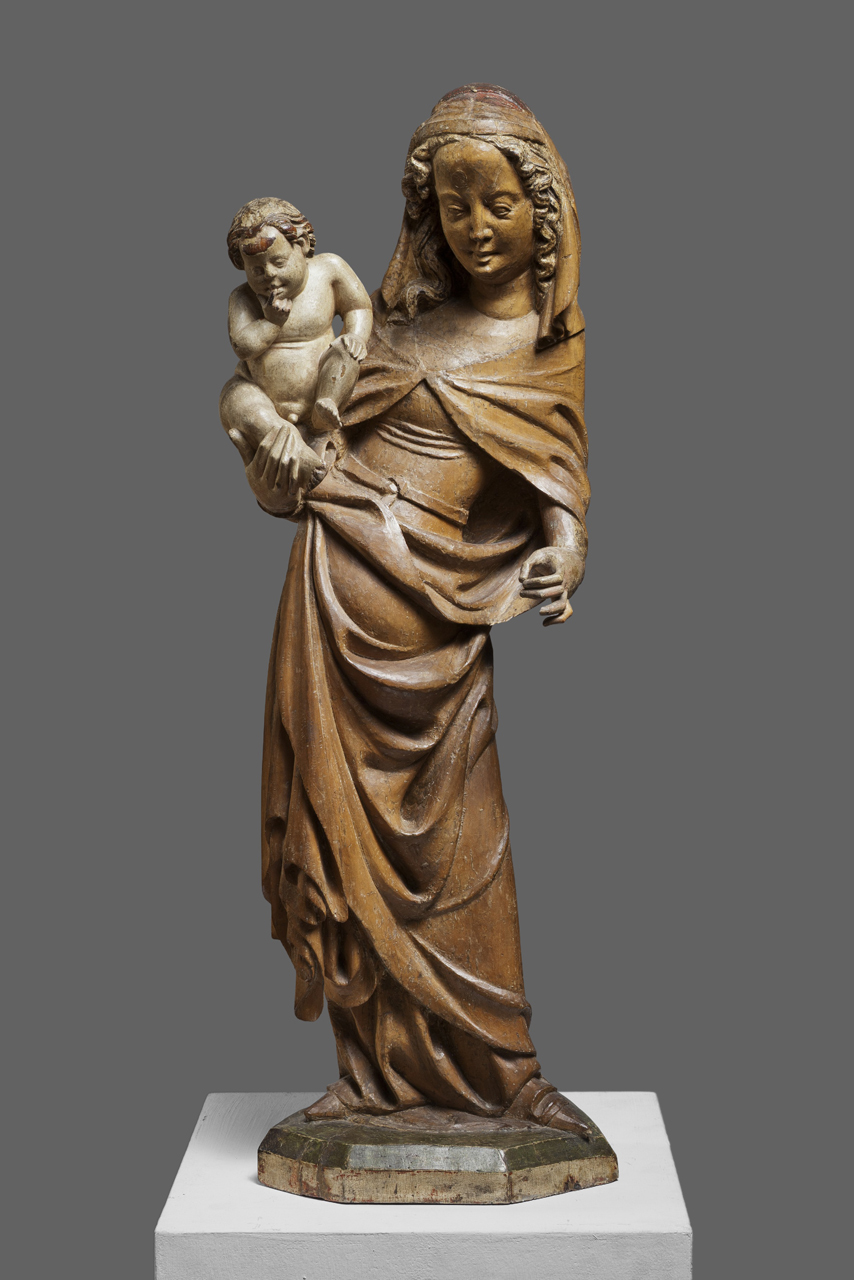
Đức Mẹ Zahražany, Phòng trưng bày Quốc gia Praha

## Mô tả tác phẩm
Tác phẩm điêu khắc cao 84 cm, mô tả hình ảnh Đức Mẹ Maria đang bồng Chúa Hài đồng trên cánh tay phải của mình. Chúa Giêsu đặt ngón tay lên môi, tượng trưng cho lời thề thinh lặng của các nữ tu. Bộ quần áo của Đức Trinh Nữ Maria ôm sát vào cơ thể, làm nổi bật dáng người và chuyển động hết sức tự nhiên khi bồng bế Chúa Hài đồng. Sự sắp xếp các khía gỗ được trau chuốt thành một hệ thống các khía phức tạp và kết hợp giữa các rãnh sâu ngang tạo nên hình ảnh trang phục Đức Mẹ hết sức tinh xảo. Khuôn mặt Đức Mẹ Maria và Chúa Hài Đồng nhìn xuống dưới chứng tỏ tác phẩm điêu khắc ban đầu được dùng để bài trí ở phần cao nhất nhà thờ.
Đức Mẹ Zahražany có mối liên quan đến một số tác phẩm điêu khắc liên quan đến Đức Mẹ bằng gỗ khác trong khoảng năm 1370 (ví dụ như các tác phẩm của Hrádek và Konopiště). Hình ảnh Đức Mẹ Zahražany xuất hiện trong tranh Sách Phúc âm Jan của Opava.
Đức Mẹ Zahražany là tác phẩm điêu khắc rất chất lượng, tỉ mỉ, được định hình rõ về mặt phong cách trong bối cảnh Trung Âu thế kỷ 14. Tác phẩm này diện cho một giai đoạn phát triển quan trọng và sự thay đổi phong cách trong tác phẩm điêu khắc theo nghệ thuật Gothic.